# Distretto di Marovoay
Il distretto di Marovoay è un distretto del Madagascar situato nella regione di Boeny. Ha per capoluogo la città di Marovoay.
La popolazione del distretto è di 173 153 abitanti (censimento 2011).